# Magdeburské polokoule

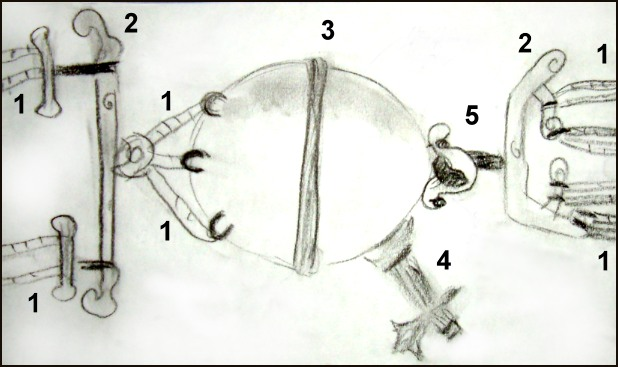
Magdeburské polokoule (1 – lana, 2 – dřevěné tyče, 3 – těsnění (terpentýnovým olejem napuštěná kůže)
4 – vývod s kohoutem pro vyčerpání, 5 – kruh pro upevnění lana)

Magdeburské polokoule jsou kovové hemisféry umožňující provádění pokusů s tlakem vzduchu.
Německý fyzik Otto von Guericke navrhl a vyrobil dvě duté měděné polokoule o průměru asi 50 cm s úchyty, k demonstraci mechanické vývěvy, kterou vynalezl.
Pokus poprvé předvedl 8. května 1654. Šlo o dramatický experiment, ve kterém ukázal sílu vakua a dokázal existenci atmosféry Země. Pokus se uskutečnil před Říšským sněmem v Regensburgu, přítomen byl i císař Ferdinand III. Zabroušené polokoule byly stlačeny a utěsněny koženým pásem namočeným ve vosku a terpentýnu. Vzduch byl pomocí vývěvy ze vzniklé dutiny odčerpán. Pak nechal Guericke zapřáhnout ke každé polokouli 15 koní a předváděl, že ani tato síla není schopna polokoule od sebe odtrhnout. Poté, co nechal do dutiny pomocí kohoutu v jedné z polokoulí opět vniknout vzduch, se od sebe obě polokoule oddělily samovolně.
V roce 1656 Guericke, starosta Magdeburgu, předvedl tento pokus i ve svém rodném městě, tentokrát se čtyřmi páry koní na každé straně a polokoulemi o průměru 42 centimetrů. Experiment byl opakován v Berlíně v roce 1663 za účasti Fridricha Viléma I., zde se jej účastnilo 24 koní.
Tyto pokusy prokázaly, že obě polokoule nebyly k sobě pevně připoutány vzduchoprázdnem, ale že je držel u sebe tlak okolního vzduchu. Vyvráceno tak bylo Aristotelovo tvrzení, že příroda nesnáší prázdnotu (horror vacui), které bylo dogmatem. Ačkoliv možnost existence vakua – prázdného prostoru – byla zdánlivě mnohokrát vyvrácena v různých filosofických traktátech a scholastických disputacích, Guerickovy pokusy otevřely vědcům oči a umožnily zavrhnout Aristotelovy představy o prostoru a povšimnout si antické atomistické koncepce, ve které byla prázdnota přímo vyžadována pro pohyb hmotných atomů.
Jednu ze sad původních polokoulí vystavuje Deutsches Museum v Mnichově.

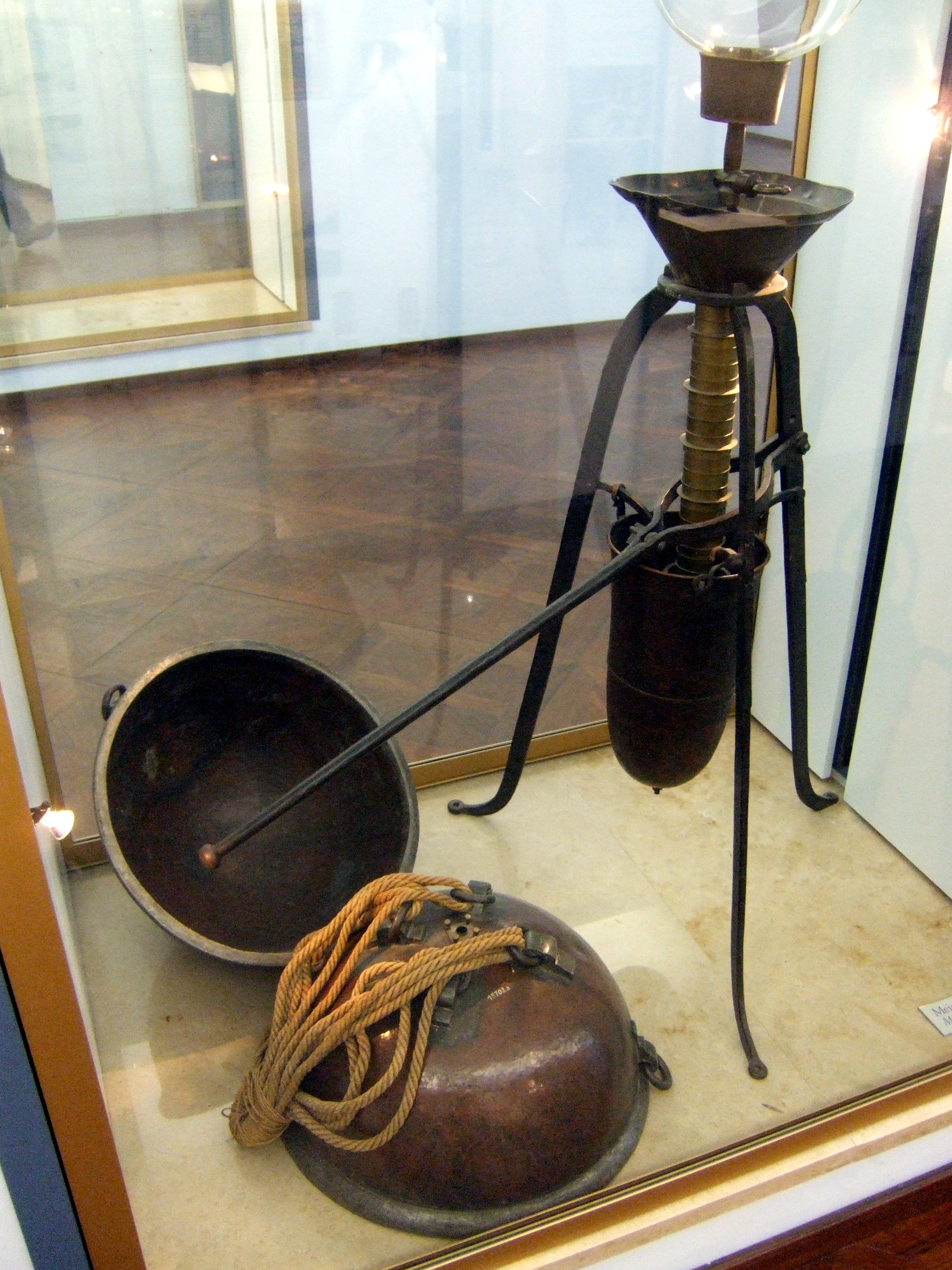
Originální Magdeburské polokoule a vývěva v Deutsches Museum v Mnichově

### Externí odkazy

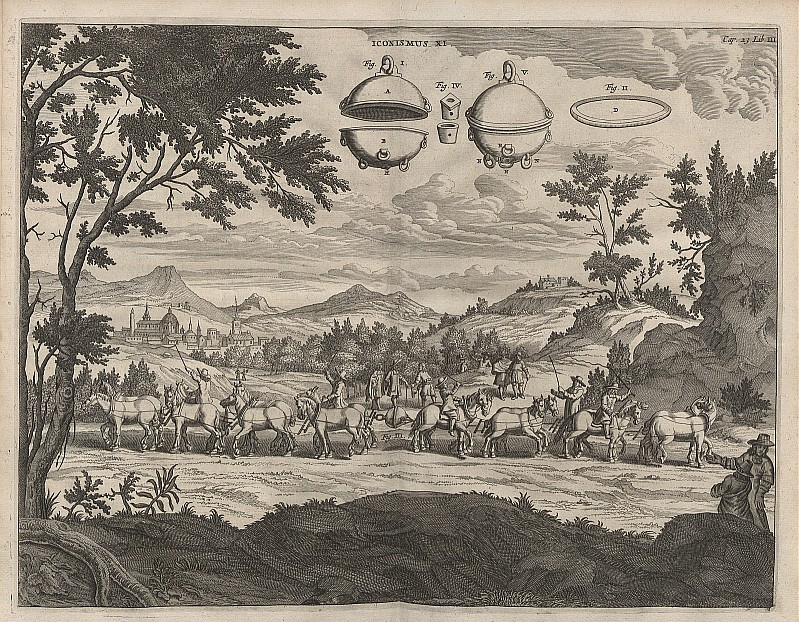
Rytina znázorňující průběh Guerickova experimentu (autor Caspar Schott)